# Família 3mm de calibres
Este artigo lista os cartuchos de armas de fogo que tem calibres de diâmetro entre 3 milímetros (.12 polegadas) até 3,99 mm (.157 polegadas). Calibres nessa faixa são extremamente raros. 

## Histórico
O calibre .12 no geral é uma faixa bastante rara. Um de seus representantes mais emblemáticos é o "3mm Kolibri" (mais precisamente 2,7 mm) no final da década de 1890 criado por Franz Pfannl financiado por Georg Grabner
Só a partir de 1914 foram produzidas pistolas Kolibri no calibre 2,7 mm de fogo central. E em meados da década de 1920, ele fabricou diferentes pistolas Kolibri no calibre 3mm de fogo central. Essa produção terminou no início da década de 1930.
Depois disso ele produziu pistolas em calibres menores e maiores que o 3 mm, até a Segunda Guerra Mundial nos calibres 2mm RF, 4mm RF e 6mm RF (RF = Flobert).
Todas as medidas estão em milímetros, seguidos de, entre parênteses, polegadas.

## Cartuchos em 3mm
| Nome                        | Diâmetro do projétil | Tamanho do estojo | Diâmetro do aro | Diâmetro da base | Ombro       | Pescoço      | Tamanho total |
| --------------------------- | -------------------- | ----------------- | --------------- | ---------------- | ----------- | ------------ | ------------- |
| 3mm Kolibri                 | 3,048 (.120)         | 8,128 (.320)      | 3,810 (.150)    | 3,810 (.150)     | N/A         | 3,810 (.150) | 10,92 (.430)  |
| 3mm US                      | 3,048 (.120)         | 47 (1.85)         | 10 (.393)       | 10 (.393)        | 9,3 (0.366) | 4 (.157)     | 55 (2.16)     |
| .12 Eichelberger Long Rifle | 3,1 (.123)           | 14,4 (.568)       | 7,0 (.275)      | 5,7 (.225)       | 5,7 (.224)  | 3,6 (.140)   | ?             |
| .12 Eichelberger Win Mag RF | 3,1 (.123)           | 27,0 (1.064)      | 7,4 (.293)      | 6,1 (.241)       | 6,0 (.238)  | 3,6 (.140)   | ?             |
| .12 Cooper                  | 3,1 (.123)           | 28,1 (1.106)      | 7,8 (.308)      | 6,3 (.249)       | 6,3 (.247)  | 3,7 (.145)   | ?             |
| .12 Eichelberger Carbine    | 3,1 (.123)           | 31 (1.24)         | 9,1 (.360)      | 9,0 (.356)       | 9,0 (.356)  | 3,7 (.147)   | ?             |
| .14 Eichelberger Dart       | 3,7 (.144)           | 16,3 (.640)       | 7,6 (.301)      | 7,1 (.278)       | 7,0 (.274)  | 4.2 (.164)   | ?             |
| .14 Cooper                  | 3,7 (.144)           | 28,0 (1.104)      | 7,84 (.3085)    | 6,3 (.249)       | 6,3 (.247)  | 4,2 (.166)   | ?             |
| .14 Walker Hornet           | 3,7 (.144)           | 34 (1.35)         | 8,9 (.350)      | 7,5 (.294)       | 7,2 (.285)  | 4,3 (.170)   | ?             |
| .14 Jet Junior              | 3,7 (.144)           | 32 (1.26)         | 11,2 (.440)     | 9,6 (.378)       | 9,3 (.366)  | 4,5 (.177)   | ?             |
| .14 Eichelberger Bee        | 3,7 (.144)           | 33 (1.31)         | 10,4 (.408)     | 8,9 (.349)       | 8,4 (.329)  | 4,1 (.162)   | ?             |
| .14/222                     | 3,7 (.144)           | 43 (1.70)         | 9,5 (.375)      | 9,5 (.375)       | 9,0 (.356)  | 4,2 (.165)   | 49 (1.92)     |
| .14/222 Eichelberger Mag    | 3,7 (.144)           | 47 (1.85)         | 9,6 (.378)      | 9,6 (.376)       | 9,0 (.356)  | 4,3 (.170)   | ?             |